# セベクヘテプ1世
セベクヘテプ1世（Sobekhotep I, 在位：紀元前1803年? - 紀元前1800年?）は、古代エジプト第13王朝のファラオ（王）。

## 出自
RyholtやDarrell Bakerらによって、第13王朝の最初の王でアメンエムハト4世の息子と見做されている。また、第13王朝2代目の王であるセネブエフは彼の兄弟であったと考えられている。かつてはトリノ王名表の記述から第13王朝の初代王はウガエフであると考えられていた。しかしKim Ryholt等の研究者は、王名表の作者がとセベクヘテプ1世の即位名セケムラー・クタウィ(Sekhemre Khutawy)とウガエフの即位名クタウィラー(Khutawyre)を混同したため、本来は第13王朝の中ほどに置くべきウガエフの名前を誤って第13王朝の最初に置いてしまったと主張しており、現在ではセベクヘテプ1世を初代とする説が主流になりつつある。
詳しい事跡は明らかではないが、ヌビアの第三急湍付近で発見された記念碑によって少なくとも3年間は統治していたこと、その権威がエジプト全土に及んでいたことが判明している。